# Municipio de Holton
El municipio de Holton (en inglés: Holton Township) es un municipio ubicado en el condado de Muskegon en el estado estadounidense de Míchigan. En el año 2010 tenía una población de 2515 habitantes y una densidad poblacional de 27,19 personas por km².

## Geografía
El municipio de Holton se encuentra ubicado en las coordenadas 43°25′44″N 86°5′21″O / 43.42889, -86.08917. Según la Oficina del Censo de los Estados Unidos, el municipio tiene una superficie total de 92.51 km², de la cual 89,79 km² corresponden a tierra firme y (2,94 %) 2,72 km² es agua.

## Demografía
Según el censo de 2010, había 2515 personas residiendo en el municipio de Holton. La densidad de población era de 27,19 hab./km². De los 2515 habitantes, el municipio de Holton estaba compuesto por el 95,59 % blancos, el 0,44 % eran afroamericanos, el 1,27 % eran amerindios, el 0,64 % eran asiáticos, el 0,48 % eran de otras razas y el 1,59 % eran de una mezcla de razas. Del total de la población el 2,35 % eran hispanos o latinos de cualquier raza.